# Ma Bufang
Ma Bufang (馬步芳T, 马步芳S, Mǎ BùfāngP, Ma3 Pu4-fang1W, Xiao'erjing: in arabo ما بوفنگ‎?) (Monigou, 1903 – Gedda, 31 luglio 1975) è stato un generale e politico cinese, signore della guerra musulmano di etnia Hui, appartenente alla cricca Ma, attivo durante la Repubblica di Cina e divenuto poi governatore della provincia del Qinghai Il suo grado era Luogotenente generale..
Il generale Ma iniziò un progetto di industrializzazione controllato e gestito dallo Stato, creando direttamente progetti educativi, medici, agricoli e igienico-sanitari, gestiti o assistiti dallo Stato.

## Biografia
Sia Bufang che suo fratello maggiore Buqing (1901–1977) erano nati a Monigou (漠泥溝鄉) nell'attuale contea di Linxia, 35 km. ad ovest della città di Linxia. Il loro padre, Ma Qi (馬麒), costituì l'esercito Ninghai nel Qinghai (1915), e ricevette incarichi civili e militari dal governo Beiyang di Pechino.
Suo fratello, Ma Buqing, ricevette una classica istruzione cinese, mentre egli fu educato secondo i dettami dell'Islam. Ma Qi, in origine, aveva deciso che Bufang dovesse studiare per diventare un imam mentre il suo fratello maggiore, Buqing, si sarebbe dovuto indirizzare alla carriera militare. Bufang studiò fino all'età di diciannove anni e poi optò per la carriera militare come suo fratello.  Bufang fu a capo della grande moschea Dongguan e poi si laureò presso il Corpo di addestramento degli ufficiali del Qinghai.
Successivamente si schierò con il Guominjun, comandato da Feng Yuxiang, fino alla guerra delle Pianure centrali, passando poi dalla parte vincitrice del generale Chiang Kai-shek. Ma Qi morì nel 1931 e il suo potere fu assunto da suo fratello Ma Lin (馬 麟), che fu nominato governatore del Qinghai.

### Ascesa al governatorato
Ma Lin mantenne la posizione di governatore civile, mentre Ma Bufang era governatore militare. Litigavano spesso tra loro in quanto non si vedevano di buon occhio. Ma Bufang non era ammirato dalla gente tanto quanto lo zio Ma Lin, che invece era adorato dal popolo.
Nel 1936, sotto il comando di Chiang Kai-shek, e con l'aiuto della rimanente forza di Ma Zhongying di Gansu e Ma Hongkui e Ma Hongbin di Ningxia, Ma Bufang e suo fratello Ma Buqing giocarono un ruolo importante nell'annullare la forza di 21.800 uomini di Zhang Guotao che aveva attraversato il Fiume Giallo nel tentativo di espandere la zona di influenza comunista. Nel 1937 Ma Bufang, con l'appoggio del Kuomintang, si rivoltò contro suo zio e lo costrinse a lasciargli il suo incarico. A quel punto Ma Bufang divenne governatore del Qinghai, con poteri militari e civili, e rimase in quella posizione fino alla vittoria comunista nel 1949. Durante l'ascesa al potere, Ma Bufang, insieme a Ma Buqing e ai cugini Ma Hongkui e Ma Hongbin, furono strumentali nell'aiutare un altro cugino, Ma Zhongying, a prevalere nel Gansu. Però non volevano che Ma Zhongying competesse con loro sullo stesso territorio, così lo incoraggiarono e sostennero nello sviluppo della propria base di potere in altre regioni come Gansu e Xinjiang. Ma Bufang sconfisse poi Ma Zhongying in una battaglia a Gansu, e lo spinse nello Xinjiang.
Nel 1936, a Ma Bufang venne assegnato il comando della nuova 2ª Armata.
Poiché Ma Bufang non voleva che il 14º Dalai Lama succedesse al suo predecessore, mise lo stesso agli arresti domiciliari, dicendogli che era necessario per la sua "protezione" e rifiutando di farlo partire per il Tibet. Fece tutto il possibile per ritardare la partenza del Dalai Lama verso il Tibet chiedendo 100.000 dollari d'argento cinesi per lasciarlo andare.
Anche se suo zio Ma Lin era ufficialmente governatore dello Qinghai, Ma Bufang deteneva di fatto il potere militare nella provincia e gli stranieri lo riconoscevano come tale. Mentre suo zio era governatore del Qinghai, Ma Bufang era commissario per la pacificazione di Gansu. Nell'autunno del 1936, Ma Bufang provò a scalzare suo zio e a prendere il suo posto, rendendogli la posizione insostenibile e insopportabile fino a quando non lo costrinse a dimettersi e a fare Hajj a La Mecca. Al ritorno dal pellegrinaggio a La Mecca, Ma Lin venne inserito nel Comitato del governo nazionale. In un'intervista, Ma Lin fu descritto come avente: "alta ammirazione e incrollabile lealtà nei confronti di Chiang Kai-shek".
La dinastia Qing aveva conferito alla sua famiglia uno stendardo giallo con il nome della sua casata "Ma" al centro. Ma Bufang continuò ad usarlo in battaglia fino al 1936, quando aveva al suo comando 30.000 cavalieri musulmani del suo esercito.

## Guerra contro Tibet e i golok

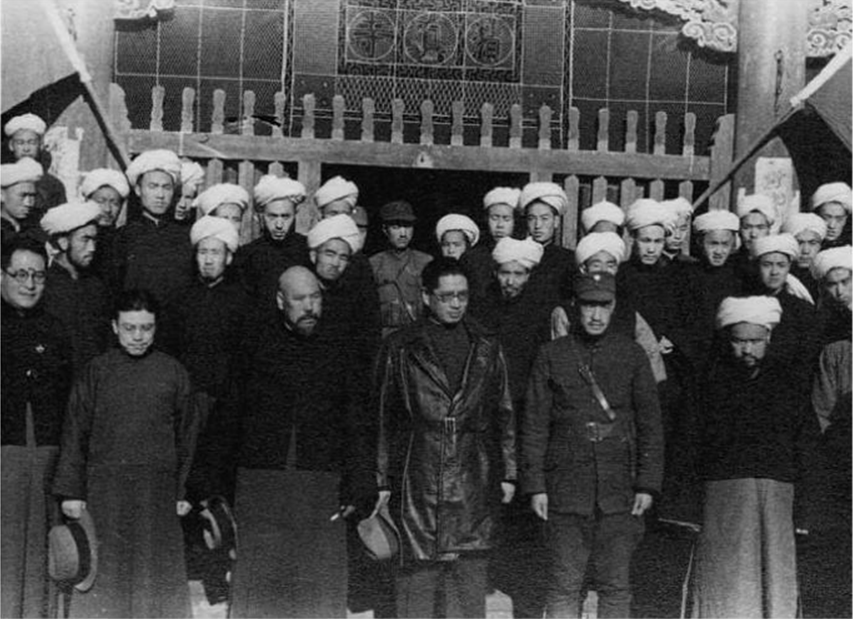
T. V. Soong e Ma Bufang visitano una moschea a Xining, Qinghai nel 1934

Ma Bufang aveva un rapporto conflittuale con la popolazione tibetana del Qinghai. Alcuni buddhisti erano presenti nel suo esercito mentre altri furono schiacciati e uccisi.
Nel 1932, le truppe musulmane di Ma Bufang e del generale cinese Han Liu Wenhui sconfissero gli eserciti tibetani del 13º Dalai Lama quando il Tibet tentò di invadere la provincia del Qinghai. Ma Bufang batté gli eserciti tibetani e riconquistò diverse contee nella provincia di Xikang. Le contee di Shiqu, Dengke e altre erano state conquistate dai tibetani che vennero respinti dall'altra sponda del fiume Jinsha. Ma e Liu intimarono agli ufficiali tibetani di non attraversare di nuovo il fiume. Venne firmata una tregua che pose fine ai combattimenti.
La reputazione delle forze musulmane di Ma Bufang venne rafforzata dalla guerra e dalla vittoria contro l'esercito tibetano. La considerazione di cui godeva aumentò a seguito del ruolo che ebbe nella guerra e più tardi, nel 1937, nelle battaglie contro i giapponesi che lo portarono a diventare famoso a livello nazionale. Il controllo della Cina sull'area di confine di Kham e Yushu con il Tibet fu assegnato all'esercito Qinghai. Le scuole gestite dai musulmani cinesi usarono la sua vittoria nella guerra contro il Tibet per mostrare come difese l'integrità del territorio cinese, messo in pericolo dall'invasione giapponese.
Il governo del Kuomintang della Repubblica di Cina sostenne Ma Bufang quando lanciò sette spedizioni di sterminio nella Prefettura autonoma tibetana di Golog, eliminando migliaia di membri della tribù golok. Alcuni tibetani contavano il numero di volte che li avevano attaccati, ricordando la settima che rese loro la vita impossibile. Ma era altamente anti-comunista, e lui e il suo esercito annientarono molti buddhisti tibetani tribali golok nel nord-est e nell'oriente del Qinghai, distruggendo i loro templi.
Ma Bufang fondò la scuola media di Kunlun che reclutò studenti tibetani destinati a subire una dura vita militare. Egli intendeva usarli come traduttori mentre espandeva il suo dominio militare sulla terra abitata dai tibetani. Poiché aveva sconfitto molti tibetani, a un certo punto li arruolò nel suo esercito.
Nel 1939 Ma Bufang attaccò e demolì il tempio buddhista di Rebgong, uno dei più antichi di Amdo. Nel 1941 Ma inviò il suo esercito a distruggere e saccheggiare il monastero di Tsanggar; le sue forze espulsero i monaci e il monastero non fu ricostruito fino a quando i comunisti presero il potere. I monaci ritornarono nel 1953. Molti dei monasteri attaccati da Ma Bufang erano frequentati da golok.
I tribali tibetani nel Qinghai meridionale si ribellarono a causa delle tasse eccessive tra il 1939 e il 1941, ma furono schiacciati da "campagne di repressione" e massacri che causarono un grande flusso di rifugiati dal Qinghai verso il Tibet.
Un ex soldato tibetano del Kham, di nome Aten, che combatté contro le forze di Ma Bufang, fornì il resoconto di una battaglia. Descrisse i musulmani cinesi come "feroci". Dopo che lui e i suoi commilitoni erano caduti in un'imboscata tesa da 2000 cavalieri cinesi musulmani di Ma Bufang, fu lasciato a terra con ferite da proiettile. Disse: "non mi feci illusioni sul destino della maggior parte del nostro gruppo", la maggior parte del quale fu spazzata via. Aten disse anche che "la provincia tibetana di Amdo", era stata "occupata" da Ma Bufang.

## Seconda guerra sino-giapponese

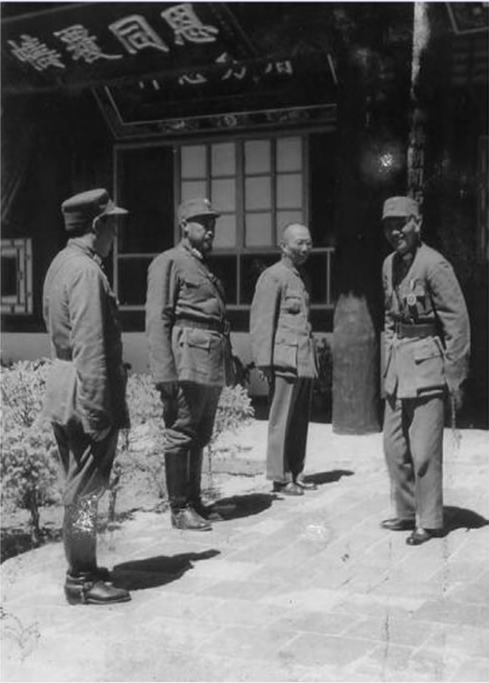
Chiang Kai-shek (a destra) incontra il generale hui Ma Bufang (secondo da sinistra), e Ma Buqing (primo da sinistra) a Xining nell'agosto 1942.

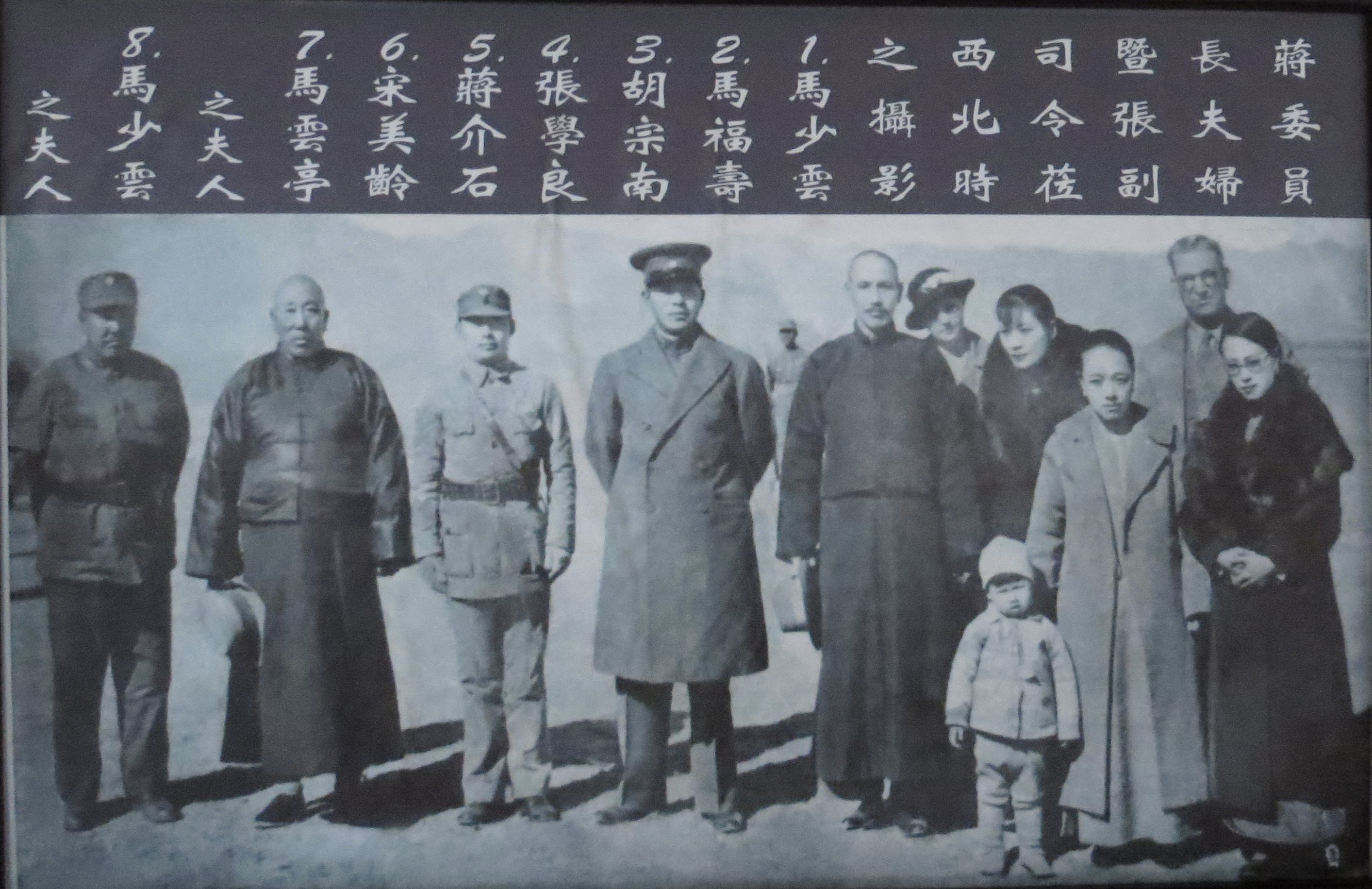
Da sinistra a destra: Ma Hongkui, sconosciuto, Hu Zongnan, Ma Bufang, Chiang Kai-shek, (ulteriori a sinistra sconosciuti) - in foto che secondo la fonte risale al 1934

Ma Bufang chiese pace e tolleranza tra tutte le etnie.
I soldati delle forze di cavalleria di Ma Bufang appartenevano a una vasta gamma di etnie: hui, mongoli, tibetani e cinesi han, tutti al servizio nella sua cavalleria. In teoria, la sua tolleranza etnica assicurava che le reclute potessero sfuggire alle divergenze etniche nei suoi eserciti.
Nel 1937 e nel 1938, i giapponesi tentarono di avvicinarsi a Ma Bufang ma furono ignorati.
I soldati di Ma erano inquadrati nella 82ª armata durante la guerra contro il Giappone.

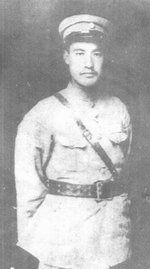
Ma Bufang - data sconosciuta

Nel 1937, quando iniziò l'attacco giapponese alla Battaglia di Pechino-Tientsin, il governo cinese fu informato, da Bufang della cricca Ma, che era pronto a portare la guerra ai giapponesi. Immediatamente dopo l'incidente del ponte di Marco Polo, formò una divisione di cavalleria, al comando del generale Ma Biao, per essere inviata in battaglia contro i giapponesi. Ma Buqing e Ma Bufang discussero, i piani di battaglia contro i giapponesi, per telefono con Chiang Kai-shek. La parte più addestrata della cavalleria d'élite di Ma Bufang fu inviata contro il Giappone. Il gruppo turco etnico Salar costituiva la maggioranza della prima divisione di cavalleria mandata da Ma Bufang.
In virtù della feroce resistenza di Ma Hongkui e della cavalleria musulmana di Ma Bufang, i giapponesi non furono mai in grado di raggiungere e catturare Lanzhou durante la guerra.
Ma Bufang impedì anche agli agenti giapponesi di contattare i tibetani e fu chiamato "avversario" da un agente giapponese.
Ma divenne governatore del Qinghai quando espulse dal potere suo zio, Ma Lin, nel 1938. Comandava un'armata che gli fu affidata per le sue inclinazioni anti giapponesi.
Su ordine del governo del Kuomintang di Chiang Kaishek, riparò l'aeroporto di Yushu per impedire ai separatisti tibetani di ottenere l'indipendenza. Chiang gli ordinò anche di mettere in allerta i suoi soldati musulmani per un'invasione del Tibet nel 1942. Egli obbedì e mosse diverse migliaia di uomini verso il confine con il Tibet. Chiang minacciò i tibetani di bombardamenti se non si fossero adeguati ai suoi ordini e Ma Bufang attaccò il monastero buddista tibetano Tsang nel 1941. Egli attaccò costantemente il monastero di Labrang.
L'esercito di Ma Bufang combatté a lungo sanguinose battaglie contro i giapponesi nella provincia di Henan. Egli mandò il suo esercito, sotto il comando del suo parente generale Ma Biao, per combattere i giapponesi ad Henan. Le truppe cinesi del Qinghai, i salar, i cinesi musulmani, i Dongxiang e le truppe tibetane vennero inviate a combattere contro l'esercito imperiale giapponese, o si suicidarono rifiutando di essere fatti prigionieri, quando furono messi all'angolo dal nemico. Quando sconfissero i giapponesi, le truppe musulmane li massacrarono tutti tranne alcuni prigionieri rimandati in Qinghai per dimostrare che erano stati vittoriosi. Nel settembre del 1940, quando i giapponesi lanciarono un'offensiva contro le truppe musulmane del Qinghai, i musulmani tennero un'imboscata e uccisero così tanti di loro che furono costretti a ritirarsi. I giapponesi non poterono nemmeno prendere i loro morti e così tagliarono loro un braccio da mandare in Giappone per la cremazione. In seguito i giapponesi non tentarono più un'offensiva simile. Ma Biao era il figlio maggiore di Ma Haiqing, che era il sesto fratello più giovane di Ma Haiyan, nonno di Ma Bufang.
Lo Xining fu sottoposto a bombardamenti da parte di aerei giapponesi nel 1941 durante la seconda guerra sino-giapponese. Il bombardamento stimolò tutte le etnie del Qinghai, compresi i mongoli locali Qinghai e i tibetani Qinghai, ad opporsi ai giapponesi. Il generale musulmano salar Han Youwen diresse la difesa della città di Xining durante i bombardamenti. Han sopravvisse a un bombardamento aereo a Xining mentre veniva diretto per telefono da Ma Bufang, che si nascondeva in un rifugio antiaereo in una caserma militare. Il bombardamento portò ad una carneficina e sangue umano schizzò su una bandiera Cielo blu con un sole bianco mentre Han rimase sepolto tra le macerie. Fu trascinato fuori mentre sanguinava e riuscì ad afferrare una mitragliatrice e zoppicando sparò contro gli aerei giapponesi e li maledisse appellandoli come cani nella sua lingua nativa salar.
Ma Bukang e Ma Bufang ebbero una discussione su Ma Biao quando gli aerei giapponesi bombardarono Xining.
Nel 1942, il generalissimo Chiang Kai-shek, capo del governo cinese, fece un giro ispettivo nel nord-ovest della Cina, in Xinjiang, Gansu, Ningxia, Shaanxi e Qinghai, incontrando sia Ma Buqing che Ma Bufang. Venne detto che in quel periodo Ma aveva 50.000 soldati d'élite nel suo esercito.
Ma Bufang sostenne l'imam nazionalista cinese Hu Songshan.

## Guerra civile cinese

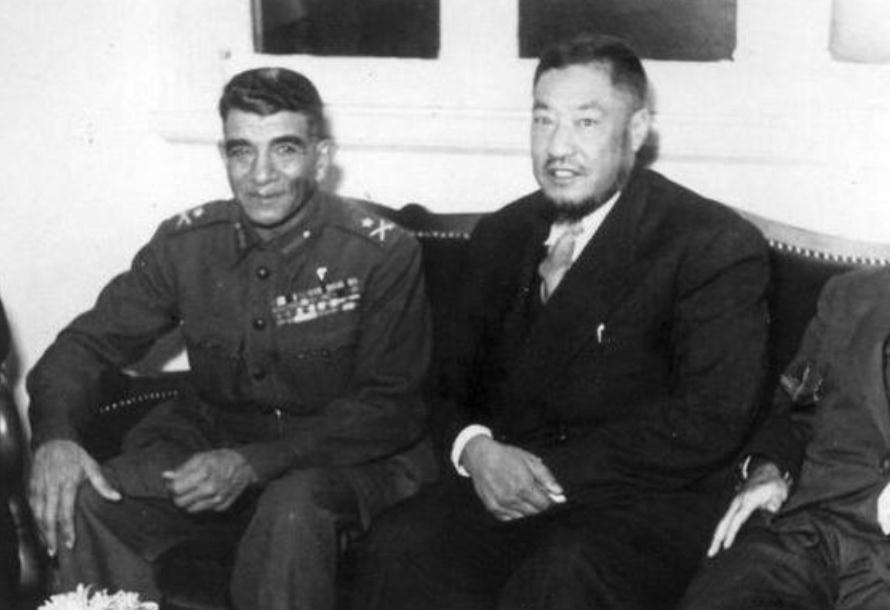
Il presidente egiziano Muhammad Naguib con il generale Ma Bufang.

Ma Bufang venne eletto al Sesto comitato centrale del Kuomintang nel 1945.
Il governo cinese del Kuomintang ordinò a Ma Bufang di marciare più volte, con le sue truppe, nello Xinjiang per intimidire il governatore pro sovietico Sheng Shicai. Ciò contribuì a fornire protezione alla colonizzazione cinese nello Xinjiang. Nel 1945, Ma Bufang fu inviato con la sua cavalleria musulmana a Ürümqi durante la ribellione Ili per proteggerla dall'esercito uiguro degli Hi.
Nel 1949 Ma Bufang traslocò l'urna di Gengis Khan da Yulin a Xining. Il 7 aprile 1949 Ma Bufang e Ma Hongkui annunciarono congiuntamente che avrebbero continuato a combattere i comunisti e non avrebbero raggiunto un accordo con loro. I combattimenti continuarono nonostante l'avanzata dei comunisti e il Kuomintang nominò Ma capo di tutti gli affari militari e politici del nord-ovest.
Il Panchen Lama, che era stato esiliato dal Tibet dal governo del Dalai Lama, volle vendicarsi guidando un esercito contro il Tibet nel settembre 1949 e chiese aiuto a Ma Bufang. Ma sostenne il Panchen Lama e la setta rossa lamaista contro il Dalai Lama. Il Qinghai servì da "santuario" per i membri della Setta Rossa e Ma Bufang consentì al monastero Kumbum di essere totalmente autogestito dal Panchen Lama.
Il generale Ma Bufang venne nominato comandante supremo dell'intera regione della Cina nord-occidentale, descritta dalla rivista "Time" come "13 volte più grande del Texas" e contenente "14 milioni di persone" "un terzo cinese Han, un terzo cinese musulmano, e il resto tibetani, turchi, mongoli e kazaki". Egli entrò a Lanzhou su una Buick con le sue truppe, sequestrando edifici e allestendo campi. Ma dovette combattere anche contro quaranta aerei militari sovietici inviati da Iosif Stalin contro le sue forze.
I generali Hu Zongnan e Ma Bufang guidarono cinque corpi d'armata per sconfiggere l'esercito del generale Peng vicino a Baoji, uccidendo 15.000 soldati dell'Esercito Popolare di Liberazione (PLA).
Nell'agosto del 1949, Ma Bufang viaggiò in aereo verso il governo del Kuomintang (KMT) di Canton per richiedere rifornimenti per via aerea, mentre suo figlio Ma Jiyuan assunse il comando delle forze del KMT a Lanzhou dicendo ai giornalisti che avrebbe difeso la città. Tuttavia, il governo negò la sua richiesta, e Ma tornò di nuovo a Lanzhou abbandonandola e ritirandosi in camion a Xining. Poi l'esercito popolare di liberazione comunista cinese, guidato dal generale Peng Dehuai, sconfisse l'esercito di Ma e occupò Lanzhou, la capitale di Gansu. Ma venne cacciato da Xining e riparò a Chongqing e poi ad Hong Kong. Aveva con lui 50.000 dollari in contanti. Mentre risiedeva in un appartamento ad Hong Kong, dichiarò la sua intenzione di riparare a La Mecca. In ottobre, Chiang Kai-shek lo esortò a tornare nel nord-ovest per resistere al PLA, ma egli fuggì a La Mecca con più di 200 parenti e subordinati per la hajj.
Ma Bufang, e i suoi familiari come il figlio Ma Jiyuan, il cugino Ma Bukang e il nipote Ma Chengxiang, fuggirono in Arabia Saudita, tuttavia, dopo un anno, Ma Bufang e Ma Bukang si trasferirono a Il Cairo, in Egitto, mentre suo figlio Ma Jiyuan, con dieci generali, si trasferì a Taiwan.
Ma Bufang annunciò l'inizio dell'Insurrezione islamica del Kuomintang in Cina (1950–1958) il 9 gennaio 1950, mentre si trovava a Il Cairo, dicendo che i musulmani cinesi non si sarebbero mai arresi ai comunisti ed avrebbero iniziato una guerriglia contro di loro. Le sue ex forze militari, per la maggior parte musulmane, continuarono a svolgere un ruolo importante nell'insurrezione.
Nel 1950, Ma si trasferì a Il Cairo per chiedere aiuto ai paesi arabi ed ebbe la funzione di rappresentante del Kuomintang in Egitto.

## Ambasciatore in Arabia Saudita

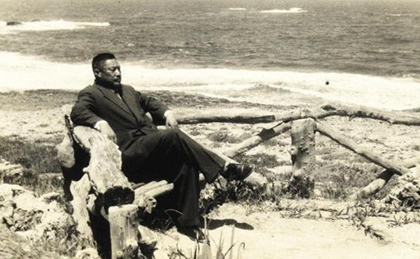
Il generale Ma Bufang in Egitto nel 1955

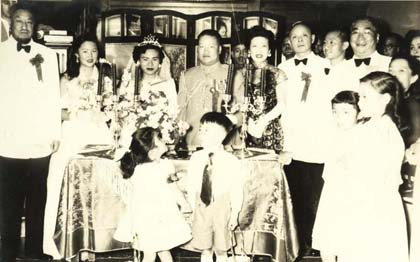
Ma Bufang con l'ambasciatore del Kuomintang in Arabia Saudita nel 1955.

Nel 1957, dopo il ripristino delle relazioni diplomatiche tra Egitto e Repubblica popolare cinese, Ma venne inviato da Taipei come ambasciatore di Taiwan (ROC) in Arabia Saudita. Ricoprì l'incarico per quattro anni e non ritornò più a Taiwan. Rimase in Arabia Saudita fino alla sua morte nel 1975. Aveva un figlio, Ma Jiyuan (馬繼援), che era comandante nella sua armata.

### Posizione sull'indipendenza del Turkestan orientale
Mentre prestava servizio come ambasciatore, Abdul Ahad Hamed, un ex Muftī uiguro, che viveva in Arabia Saudita, gli chiese di ottenere alloggi per gli uiguri che possedevano i passaporti della Repubblica di Cina, vivendo fuori dalla Cina. Ma Bufang inviò la seguente lettera che respingeva questa richiesta e il suo uso del termine "Turkestan orientale", confermando la posizione ufficiale della Repubblica di Cina (Taiwan) che lo Xinjiang era parte della Cina e che non riconosceva il Movimento per l'indipendenza del Turkestan orientale.

Caro fratello, 

Con tutto il rispetto per la tua precedente posizione nel governo dello Xinjiang e per la fiducia riposta in te da Sua Eccellenza il Presidente della Repubblica di Cina, spero che ti asterrai dall'usare espressioni che non dovrebbero essere usate da chi ha occupato posizione di muftì. Stiamo tutti servendo il nostro amato paese cercando di fare del nostro meglio per i nostri connazionali. Spero anche che ti asterrai dall'usare l'espressione "Nazione del Turkestan" che è stata coniata da un Abdul Qayyum Khan mentre viveva in Germania. Stiamo lavorando per il benessere del vero popolo dello Xinjiang non per i Turkestani che vivono fuori dallo Xinjiang o per i seguaci di Abdul Qayyum Khan. 

Cordiali saluti, 

Ambasciatore della Cina nazionalista in Arabia Saudita